# 哈维尔·费尔南德斯
哈维尔·费尔南德斯（西班牙語：Xabier Fernández，1976年10月19日—），西班牙男子帆船运动员。他曾代表西班牙参加2004年、2008年和2012年夏季奥林匹克运动会帆船比赛，获得一枚金牌和一枚银牌。